# Kodnamn: Nina
Kodnamn: Nina är en amerikansk thrillerfilm från 1993 i regi av John Badham. I huvudrollerna syns bland andra Bridget Fonda, Gabriel Byrne, Miguel Ferrer, Dermot Mulroney, Olivia d'Abo och Anne Bancroft.
Filmen är en nyinspelning av den franska filmen Nikita och gav upphov till den kanadensiska televisionsserien La Femme Nikita.

## Handling
Den unga drogmissbrukaren Maggie bryter sig in i ett apotek med några kompisar. Polisen kallas till platsen och det utbryter skottlossning. Maggie skjuter ihjäl en polisman och döms följaktligen till döden, men en hemlig statlig organisation ger henne en andra chans – att bli professionell "agent". Maggie får utbildning och träning och lär sig bordskick, att hantera datorer, prata korrekt, men samtidigt förvandlas hon till en fin, charmig, raffinerad, och oskyldig människa. Ett kärleksförhållande på västkusten gör att hon börjar dras åt olika håll samtidigt. Hon vill leva ett normalt liv, men organisationen vägrar att släppa henne fri.

## Rollista
| Bridget Fonda      | – Maggie Hayward/Claudia Anne Doran/Nina |
| Gabriel Byrne      | – Bob                                    |
| Dermot Mulroney    | – J.P.                                   |
| Miguel Ferrer      | – Kaufman                                |
| Anne Bancroft      | – Amanda                                 |
| Olivia d'Abo       | – Angela                                 |
| Richard Romanus    | – Fahd Bahktiar                          |
| Harvey Keitel      | – Victor the Cleaner                     |
| Lorraine Toussaint | – Beth                                   |
| Geoffrey Lewis     | – Ägare av rånad butik                   |
| Mic Rodgers        | – Polis                                  |
| Michael Rapaport   | – Big Stan                               |